# Ordensburg Splitter
Die Ordensburg Splitter wurde 1360 vom Deutschen Orden errichtet. Die Örtlichkeit befindet sich im früheren Tilsiter Stadtteil Stolbeck.

## Geschichte
Wahrscheinlich wurde gleichzeitig mit dem Bau einer ersten Befestigung als Holz-Erdwerk ein Damm für die Mühle und ein Stauwehr für den kleinen Bach (Haydenfließ oder Bachfließ) errichtet. Laut den Chronisten German von Wartberg und Wiegand von Marburg wurde diese Burg 1365 bei einem litauischen Einfall unter Führung von drei Fürsten zerstört.
Aufgrund der Notwendigkeit, die Grenze hier zu verteidigen, plante der Orden eine Wiederherstellung, die in Urkunden vielmals erwähnt ist. Bereits 1384 wird Splitter wieder unter den Befestigungen des Ordens genannt, die dem nächsten Angriff der Litauer widerstanden haben. Der massive Ausbau unter Leitung des Danzigers Hannes Bolle wurde 1403 begonnen, doch offenbar eingestellt. 
Alle Daten sprechen dafür, dass die Festung Splitter im 15. Jahrhundert existierte. Ihr endgültiges Schicksal ist unbekannt. Möglicherweise wurde nach einer erneuten Zerstörung beschlossen, Splitter aufzugeben und die Ordensburg Tilsit zu erbauen. In der Verleihung der Stadtrechte wird ein Burgberg in der Nähe des Dorfes Splitter erwähnt. Heute ist das Gebiet, auf dem sich die Festung befand, mit Wohngebäuden bebaut.

## Burganlage
Offenbar ist die Anlage vollständig abgetragen, so dass sich keine Spuren nachweisen ließen. Andere Quellen sprechen von nachgewiesenen Mauerwerken.